# Габрилевщизна
Габрилевщизна (пол. Gabrylewszczyzna) — село в Польщі, у гміні Янув Сокульського повіту Підляського воєводства.
Населення — 42 особи (2011).
У 1975-1998 роках село належало до Білостоцького воєводства.

## Демографія
Демографічна структура станом на 31 березня 2011 року:
|          | Загалом | Допрацездатний вік | Працездатний вік | Постпрацездатний вік |
| -------- | ------- | ------------------ | ---------------- | -------------------- |
| Чоловіки | 19      | 4                  | 11               | 4                    |
| Жінки    | 23      | 7                  | 9                | 7                    |
| Разом    | 42      | 11                 | 20               | 11                   |